# Nancy Cunard
Nancy Cunard, född 10 mars 1896 på godset Nevill Holt Hall i Nevill Holt, död 17 mars 1965 i Paris, var en engelsk poet, förläggare, redaktör, reporter och översättare. Hon tillhörde den förlorade generation som känslomässigt och intellektuellt tvingades hantera följderna av första världskriget och omvärdera många traditionella synsätt. Hon gjorde sig bland annat känd som en samhällsengagerad antirasist, antiimperialist och antifascist. 

## Liv och verksamhet
Nancy Cunard var enda barnet till Sir Bache Cunard (1851–1925), en baronet i tredje led efter grundaren av rederiet Cunard Line, och den tjugo år yngre Maud Burke (1872–1948) från en förmögen familj i San Francisco. Dottern Nancy erhöll en omfattande utbildning vid en rad privatskolor i England, Tyskland och Frankrike före första världskriget. Hon behärskade flera språk och hade en förkärlek för bildkonst och mytologi.
Den som tidigt väckte hennes intresse för poesi och litteratur sägs ha varit en vän till familjen, den irländske författaren George Moore. Sina minnen av honom gav hon ut som bok långt senare, G.M.: Memories of George Moore (1956). Som poet publicerade hon i snabb takt tre diktböcker under första hälften av 1920-talet, för att därefter bara sporadiskt återvända till ett offentligt utövande av konstarten. Hon debuterade med diktsamlingen Outlaws (1921). Ett par av dikterna, båda på blankvers, hade publicerats redan fem-sex år tidigare i olika sammanhang. Den inledande titeldikten är en sju sonetter lång hyllningsdikt till ett icke namngivet men legendariskt kärlekspars passionerade begär i strid mot samhällets skrivna och oskrivna lagar. Sonetterna är utformade som 1590-talets engelska sonett. Den inledande titeldikten till Cunards andra diktsamling, Sublunary (1923), skriven på blankvers, för läsaren till ett hemligt, sublunärt midnattsmöte mellan alkemister i ett vindomsusat torn på en höjd över trånga dalgångar. Each soul is lightened of its pain and made / Contemplative, desirious of hidden wisdom. Brännande frågor om kärlek ställs och får symboler till svar tillsammans med ytterligare tvivel. Hennes tredje diktbok, den långa dikten Parallax (1925), utgavs av makarna Virginia och Leonard Woolf på deras förlag Hogarth Press. 
Ett eget förlag och tryckeri, The Hours Press, drev Nancy Cunard åren 1928–1931 i Frankrike. Här tryckte hon som första alster en kort dikt om pornografi av sin dåvarande partner Louis Aragon kallad Voyageur, senare även hans översättning av Lewis Carrolls dikt The Hunting of the Snark för första gången på franska, La Chasse au Snark. The Hours Press publicerade också Samuel Becketts debutbok, den ordvitsande och lärda dikten Horeskop. Beckett medverkade för övrigt i ytterligare två av förlagets utgåvor, dels i antologin Henry-Music, där hans dikt From the Only Poet to a Shining Whore hade tonsatts av jazzpianisten Henry Crowder (1890–1955), och dels i Negro: An Anthology, där Beckett hade översatt 19 av bidragen till engelska. Ezra Pounds A Draft of XXX Cantos kom också på The Hours Press, liksom Robert Graves Ten Poems More, men även en sexualpsykologisk essä som The Revaluation of Obscenity av Havelock Ellis. Postumt utkom Nancy Cunards minnen från tiden som förläggare och boktryckare, kallad These Were the Hours (1969). 
Den svenske författaren Bertil Lagerström har ägnat Nancy Cunard en biografi. Den heter Rebell i grön hatt: en bok om Nancy Cunard och hennes värld (1984). Titeln anspelar på Michael Arlens roman Den gröna hatten (1924), vars huvudperson Iris Storm sägs vara modellerad efter Nancy Cunard. Författaren kände henne sedan krigsåren i London och de hade även haft ett förhållande sommaren 1920, då de hyrde en villa ihop vid havet nära Boulogne-sur-Mer.
Någon bok av Nancy Cunard är inte utgiven på svenska (år 2021).

## Verk

### Diktsamlingar
- Outlaws (London: Elkin Matthews, 1921)
- Sublunary (London: Hodder and Stoughton, 1923)
- Parallax (London: Hogarth Press, 1925)
- Poems (Two) 1925 (London: Aquila Press, 1930)
- Relève into Maquis (Derby: Grasshopper Press, 1944)
- Man Ship Tank Gun Plane. A Poem (London: n.p., 1944)
- (franska) Nous Gens D'Espagne (Perpignon: Imprimerie Labau, 1949)
- Poems of Nancy Cunard, ur en samling på Bodleian Library i Oxford, ed. John Lucas (Nottingham: Trent Editions, 2005)
- Selected Poems (Manchester: Carcanet Press, 2016)

### Essäer
- Black Man and White Ladyship, An Anniversary (London: The Utopia Press, 1931)
- The White Man's Duty: An Analysis of the Colonial Question, tillsammans med George Padmore (London: W.H. Allen, 1942)
- Essays on Race and Empire, ed. Maureen Moynagh (Ormskirk: Broadview, 2002)

### Minnesböcker
- Grand man: Memories of Norman Douglas (Secker and Warburg, 1954)
- G.M.: Memories of George Moore (Rupert Hart-Davis, 1956)
- These Were the Hours: Memories of My Hours Press, Reanville and Paris, 1928-1931, redigerad och försedd med förord av Hugh Ford (Southern Illinois University Press, 1969)
- Thoughts About Ronald Firbank, foreword by Miriam J. Benkovitz (New York: Albondocani Press, 1971)

### Redaktörskap (antologier)
- Henry-Music (Paris: The Hours Press, 1930)
- Negro: An Anthology (London: Wishart & Co., 1934)
- Authors Take Sides on the Spanish Civil War (London: Left Review, 1937)
- (franska) Les poètes du monde défendent le peuple espagnol, redigerad tillsammans med Pablo Neruda (Réanville: The Hours Press, 1937)
  - (spanska) Los poetas del mundo defienden al pueblo español (Sevilla: Renacimiento, 2002/2010)
- Poems for France: Written by British Poets on France Since the War (London: La France Libre, 1944)
  - (franska) Poèmes à la France 1939–1944, réunis et traduits de l'anglais par Nancy Cunard avec une préface, des notes biographiques et le portrait des auteurs (Paris: Pierre Seghers, 1946)